# 若山健彦
若山 健彦（わかやま たけひこ）は、日本の経営者。ミナトホールディングス代表取締役 最高経営責任者 (CEO)。

## 経歴
東京都中野区鷺宮生まれ。1985年麻布高等学校卒業。1989年東京大学を卒業。同年日本長期信用銀行に入行。資金為替部で外国為替の銀行間、対顧客取引を担当。1992年、同行人事部付でスタンフォード・ビジネス・スクールに留学。1994年に修了しMBAを取得。
その後、メリルリンチ証券会社メリルリンチを経て2000年イーバンク銀行設立準備のための日本電子決済企画株式会社を発起設立、代表取締役副社長兼COOなどを歴任。2004年、アセット・インベスターズ株式会社（現：マーチャント・バンカーズ株式会社、東証2部、証券コード3121）の代表取締役社長に就任。旧紡績会社を投資ファンドとともに再生させる。
2009年、自らの投資およびアドバイザリー会社、株式会社フリーダム・キャピタルの代表取締役となり、事業改善のコンサル・経営実践。2012年ジャスダック上場企業、ミナトエレクトロニクス株式会社（現：ミナトホールディングス株式会社）の代表取締役社長に就任、同社を再生・成長させている。